# Enka
Enka (japonsky 演歌) je žánr japonské populární hudby, který stylem připomíná tradiční japonskou hudbu. Jedná se o relativně mladý žánr; enka je nástupkyní předválečné rjúkóky a zapojuje tradičnější vokální techniky než svá předchůdkyně. Zároveň je kategorizována jako podžánr kajókjoku.
Enka ve své moderní podobě vznikla v poválečném období a je formou sentimentální baladické hudby. Mezi průkopníky enky se řadí zpěváci Hačiró Kasuga, Mičija Mihaši a Hideo Murata. Její počátek bývá datován do roku 1969 k debutové písni zpěvačky Keiko Fudži, „Šindžuku no onna“. Jednou z nejznámějších a nejpopulárnějších zpěvaček enky je Hibari Misora (1937–1989), přezdívaná „královna enky“ a „královna období Šówa“. Dalšími proslulými zpěváky jsou například Šin’iči Mori a Kijoši Hikawa.

## Etymologie
Termín enka byl poprvé použit k označení zhudebněných politických textů zpívaných a šířených opozičními příslušníky Hnutí za svobodu a práva lidu během období Meidži (1868–1912) a využívaných jako prostředek k obcházení zákazu veřejných projevů. V tomto smyslu je slovo „enka“ odvozeno od slovního spojení „enzecu uta“ (演じる歌) – zpívaný projev.
Podle jiné teorie je slovo odvozeno od spojení „endžiru uta“ (rovněž psáno 演じる歌) a znamená „divadelní píseň“.
V současnosti je enka širší pojem; v některých případech jsou jako enka označovány J-popové skladby tradičního rázu. Například Harumi Mijako, která bývá považována za zpěvačku enky, se vyjádřila: „Nemyslím si, že zpívám enku. […] Když jsem debutovala, ve skutečnosti žádný termín jako enka neexistoval.“

## Hudební styl
Enka vykresluje tradiční, idealizovaný, romantizovaný obraz japonské kultury a mentality. Scéně dominují zpěvačky, které obvykle vystupují v kimonu nebo ve večerních šatech. Zpěváci vystupují převážně v obleku, výjimečněji v tradičním japonském oděvu. Enka běžně pracuje s prvky tradiční hudby, ačkoli melodie jsou zpravidla vystavěny na západních harmoniích. Využívány jsou jak elektronické, tak tradiční hudební nástroje (např. šakuhači nebo šamisen).
Hudba je vystavěna na pentatonické stupnici a vykazuje určitou podobnost s blues. Texty obvykle pracují s tématy lásky a ztráty, samoty, stesku a životních zkoušek; smrt a sebevražda jsou rovněž relativně obvyklým námětem.
Pro vokální techniku je typické kobuši, druh melismatu. Kobuši nastává v případě, kdy výška zpěvákova hlasu nepravidelně kolísá na jednom stupni. Je srovnatelné s vibratem, při němž však hlas vibruje v pravidelném cyklu. Kobuši není vyhrazeno pouze pro enku, je využíváno také např. v italské písni Santa Lucia.
Stupnice mainstreamové moderní enky je nazývána jonanuki tan-onkai (ヨナ抜き短音階) a vychází ze stupnice jonanuki čó-onkai (ヨナ抜き長音階), která se vyvinula ze starší japonské rjo-onkai (呂音階). Za jednu z nejstarších skladeb, jež využívala stupinici jonanuki čó-onkai, je považována skladba „Kódžó no cuki“ od Rentara Takiho.

## Historie

### 19. století–1920: Sóši enka a houslová enka

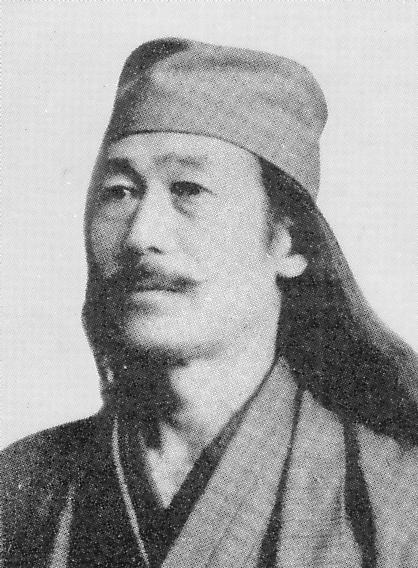
Azenbo Soeda, významný enka-ši období Meidži

Politické písně z období Meidži bývají pro rozlišení od moderní enky nazývány „sóši enka“. Sóši enka byla reprodukována pouličními zpěváky nazývanými „enka-ši“. Za první dochovanou sóši enku je považována píseň „Dainamaito buši“ (ダイナマイト節). Další známou skladbou z tohoto období je například „Oppekepe“ od Otodžira Kawakamiho.
V období Taišó (1912–1926) začali enka-ši zapojovat housle a jejich tvorba byla označována jako houslová enka. Významným enka-ši své doby byl Tošio Sakurai (桜井 敏雄, Sakurai Tošio), učitel zpěváka Harua Oky.
Aktuální japonská legislativa omezuje činnost pouličních umělců.[zdroj?] Někteří zpěváci, například Utadži Fukuoka (福岡 詩二, Fukuoka Utadži) však i za těchto podmínek v minulosti pořádali autentická pouliční vystoupení s písněmi z období Taišó. Po zemětřesení v Kóbe v roce 1995 hrála skupina Soul Flower Mononoke Summit, projekt rockové skupiny Soul Flower Union, sóši enku pro přeživší katastrofy.

### 1920s–1940s: Éra rjúkóky
Na počátku období Šówa (1926–1989) začala hudební vydavatelství produkovat žánr rjúkóka. Enka-ši začali zapojovat kytaru a začali být nazýváni „nagaši“. V roce 1939 u vydavatelství King Records debutoval Haruo Oka s písní „Kokkjó no haru“ (国境の春, „Jaro na hranici“). Výraz „enka“ však po druhé světové válce z každodenní mluvy téměř vymizel.

### Konec 40. let–1954: Příchod nových zpěváků
V poválečném Japonsku se začal těšit oblibě jazz. V roce 1949, ve věku 12 let, vydala zpěvačka Hibari Misora pod vydavatelstvím Nippon Columbia svou debutovou píseň „Kappa boogie-woogie“ (河童ブギウギ, „Boogie-woogie pro kappu“). Jazzovému zpěvu se věnovala v průběhu 50. a 60. let, na konci 60. a v 70. letech se zaměřila na enku.
V roce 1948 pořádalo vydavatelství King Records svou první talentovou soutěž, jejímž vítězem se stal Hačiró Kasuga. Následující rok s vydavatelstvím uzavřel smlouvu; jeho starším kolegou byl výše zmíněný Haruo Oka. V roce 1952 vydal Kasuga svůj debutový singl „Akai ranpu no šúrešša“ (赤いランプの終列車, „Poslední vlak s červenou lampou“). V roce 1954 pak vydal velmi úspěšnou píseň „Otomi-san“ (お富さん, „Paní Otomi“), původně určenou pro Okua, která prodala přes jeden milion kopií. Kasuga tuto píseň zpíval při svém prvním vystoupení v novoročním televizním pořadu Kóhaku uta gassen. Autor skladby, Masanobu Tokuči, se narodil na ostrově Okinawa, vyrostl na ostrově Amami a zasloužil se o představení rjúkjúské hudby široké japonské veřejnosti.

### 1955–1959: Raně moderní enka
Ačkoli se píseň „Otomi-san“ těšila velké popularitě, Kasuga nebyl se svým výkonem zcela spokojen. V roce 1955 vydal píseň „Wakare no ippon-sugi“ (別れの一本杉, „Loučení pod osamělým cedrem“) napsanou Toruem Funamurou a otextovanou Kimiem Takanoem. Funamura se při její tvorbě nechal ovlivnit rytmem tanga; zmínil, že mezi tangem a enkou spatřuje jistou podobnost. Píseň později nazpívali například také Mičija Mihaši, Hideo Murata, Keiko Fudži, Hibari Misora, Saburó Kitadžima, Takaši Hosokawa nebo Hiroši Icuki. Kasuga je označován za prvního zpěváka moderní enky.
V roce 1954 vydal folkový zpěvák a hráč na cugaru-džamisen Mičija Mihaši svůj debutový singl „Sake no nigasa jo“ (酒の苦さよ, „Hořkost saké“). V roce 1955 pak vydal úspěšnou píseň „Onna sendó uta“ (おんな船頭唄, „Píseň převoznice“). V roce 1956 zemřel ve věku 26 let textař Kimio Takano, Mihašiho blízký přítel. Hibari Misora přestala být považována za náctiletý idol a zahájila svoji úspěšnou kariéru zpěvačky enky.
V poválečném období popularita enky vzrostla. Na oblibě naopak začal ztrácet výpravný zpěv rókjoku, jehož forma začala být považována za příliš zdlouhavou.[zdroj?] Enka a rjókoku jsou si obsahově podobné; někteří zpěváci enky, např. Haruo Minami nebo Hideo Murata, původně zpívali rókjoku. Ranou formu enky významně ovlivnil zpěvák rókjoku Kumoemon Točuken, učitel Muratova učitele. Haruo Minami debutoval v roce 1957 pod vydavatelstvím Teičiku Records a proslul nošením kimona, které bylo tehdy považováno za neobvyklý oděv pro muže. Hideo Murata debutoval v roce 1958 pod vydavatelstvím Nippon Columbia; nazpíval coververzi písně „Džinsei gekidžó“ (人生劇場, „Drama života“) složené Kogem Masaou.

### 60.–70. léta: Komerční úspěch

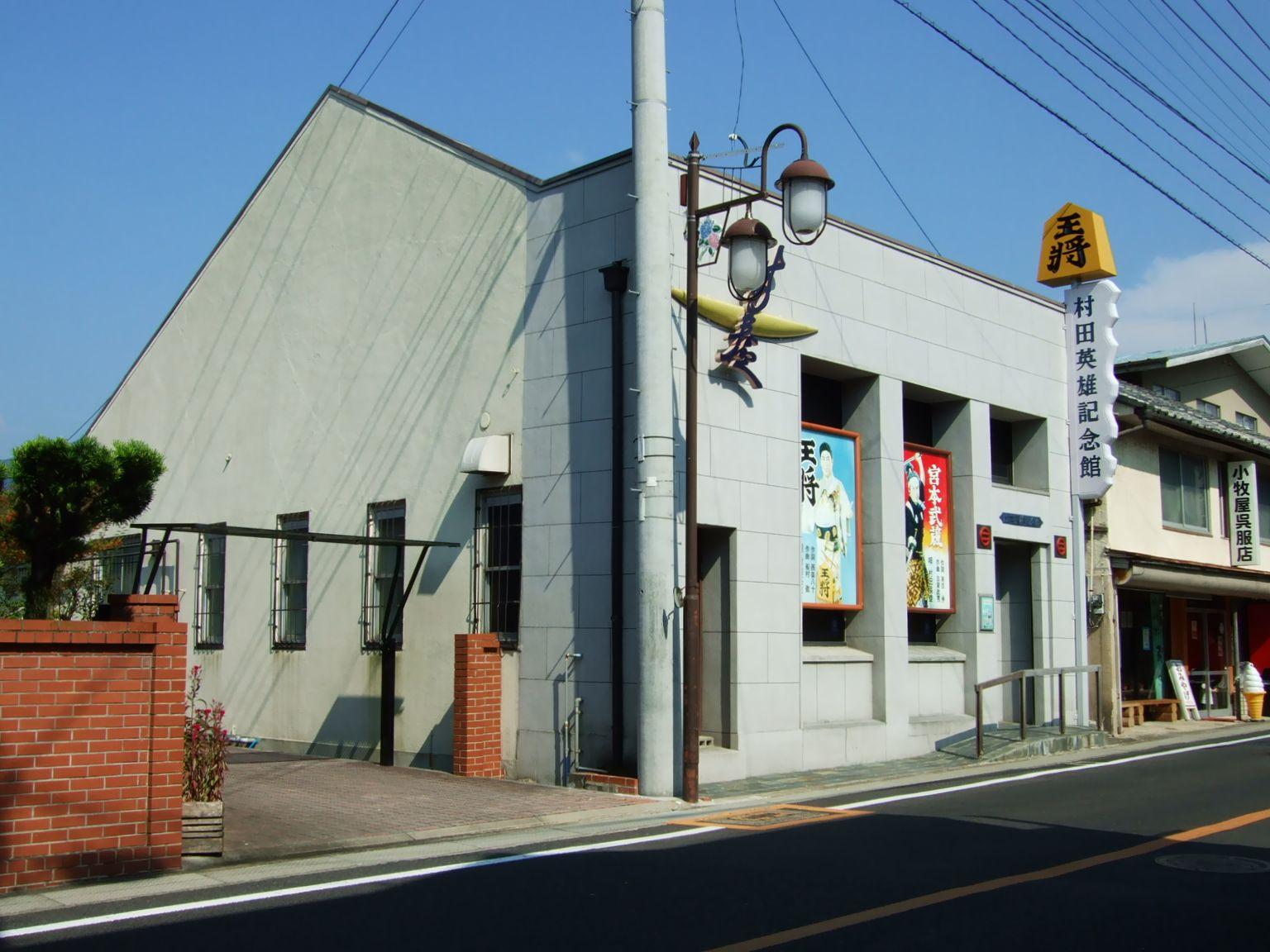
Muzeum tvorby zpěváka Hidea Muraty

Na počátku šedesátých let získávalo na popularitě rockabilly ovlivněné tvorbou Elvise Presleyho, nicméně mezi kritiky nebyl tento západní žánr oblíbený. Kjú Sakamoto, původně zpěvák rockabilly, se začal věnovat populární hudbě a v roce 1961 poprvé vystoupil v pořadu Kóhaku uta gassen s písní „Ue o muite arukó“ (上を向いて歩こう, „Dívám se vzhůru, když kráčím“). Ve stejném roce v pořadu poprvé vystoupil Hideo Murata se svou „ryze japonskou“ písní „Óšo“ (王将, „Král“), která prodala přes milion kopií.
V roce 1960 vstoupil na scénu mladý zpěvák Jukio Haši, v roce 1962 Saburó Kitadžima a v roce 1964 zpěvačka Harumi Mijako. V roce 1964 debutovala ve věku 10 let Sačiko Kobajaši se singlem „Usocuki kamome“ (ウソツキ鴎, „Lhář racek“). V roce 1965 obdržela Hibari Misora hlavní cenu Japan Record Awards za píseň „Jawara“ (柔, „Křehká“) složenou Masaem Kogou. Ve stejném roce debutoval Masaru Macujama, tehdy však nedosáhl komerčního úspěchu; v roce 1971 začal vystupovat pod uměleckým jménem Hiroši Icuki.[zdroj?]
V roce 1966 debutovala Mina Aoe se singlem „Kókocu no burúzu“ (恍惚のブルース, „Extatické blues“) a stala se tak průkopnicí žánru enka blues. V roce 1966 debutoval Šin’iči Mori se svým singlem „Onna no tameiki“ (女のためいき, „Povzdech ženy“). Moriho píseň „Minatomači burúzu“ (港町ブルース, „Blues přístavního města“) vydaná v roce 1969 se na pět týdnů umístila na vrcholku hudebního žebříčku Oricon; prodala přes milion kopií. V roce 1969 debutovala Keiko Fudži se singlem „Šindžuku no onna“ (新宿の女, „Žena ze Šindžuku“). Výraz „enka“, který po druhé světové válce z každodenní mluvy téměř vymizel, začal být zásluhou Fudži opět běžně užíván.
V roce 1970 obdržela Keiko Fudži cenu popularity 12. ročníku Japan Record Awards a hlavní cenu 1. ročníku Japan Music Awards za píseň „Keiko no jume wa joru hiraku“ (圭子の夢は夜ひらく, „V noci se otevírají Keičiny sny“), se kterou v témže roce vystoupila v 21. díle pořadu Kóhaku uta gassen. Píseň se na 10 po sobě jdoucích týdnů umístila na prvním místě žebříčku Oricon a její album Šindžuku no onna / ,Enka no hoši‘ Fudži Keiko no subete (新宿の女/"演歌の星" 藤圭子のすべて, „Žena ze Šindžuku / Kompletní tvorba ,hvězdy enky‘ Keiko Fudži“) vydané v témže roce se umístilo na prvním místě žebříčku Oricon na 20 po sobě jdoucích týdnů. Tento rekord dosud nebyl překonán.
Po vzniku hudebního žebříčku Oricon v roce 1968 se nejprodávanější enka nahrávkou stal singl „Onna no miči“ (女のみち, „Cesta ženy“) od Šira Miji a skupiny Pinkara Trio z roku 1972.[zdroj?] Singl se na vrcholu hitparády udržel 16 týdnů a prodal přes 3,25 milionu kopií; je druhým nejprodávanějším singlem v Japonsku po singlu „Ojoge! Tajaki-kun“ (およげ!たいやきくん, „Plavej, Taijaki!“) od Masata Šimona.[zdroj?]
V roce 1973 obdržel hlavní cenu 15. ročníku Japan Record Awards Hiroši Icuki za píseň „Jozora“ (夜空, „Noční obloha“).[zdroj?] V roce 1973 vydal Šin’iči Mori píseň „Erimo misaki“ (襟裳岬, „Mys Erimo“), která obdržela hlavní cenu 16. ročníku Japan Record Awards; složena byla Takuroem Jošidou, který se neřadí mezi skladatele enky.[zdroj?] V roce 1976 získala hlavní cenu 18. ročníku Japan Record Awards Harumi Mijako s písní „Kita no jado kara“ (北の宿から, „Z hostince na severu“). V 70. letech debutovali Sajuri Išikawa a Takaši Hosokawa, kteří byli oba žáky Mičiji Mihašiho.
V roce 1978 zemřel Koga Masao, který za život složil cca 5 000 písní. Ve stejném roce se Toru Funamura stal samostatně výdělečně činným, začal pořádat živá vystoupení a navrátil se k tvůrčí činnosti, kterou započal s textařem Kimiem Takanoem († 1956). V roce 1979 oznámila Keiko Fudži odchod do penze a přestěhovala se do USA.

### 80.–90. léta: Ztráta směru a úpadek

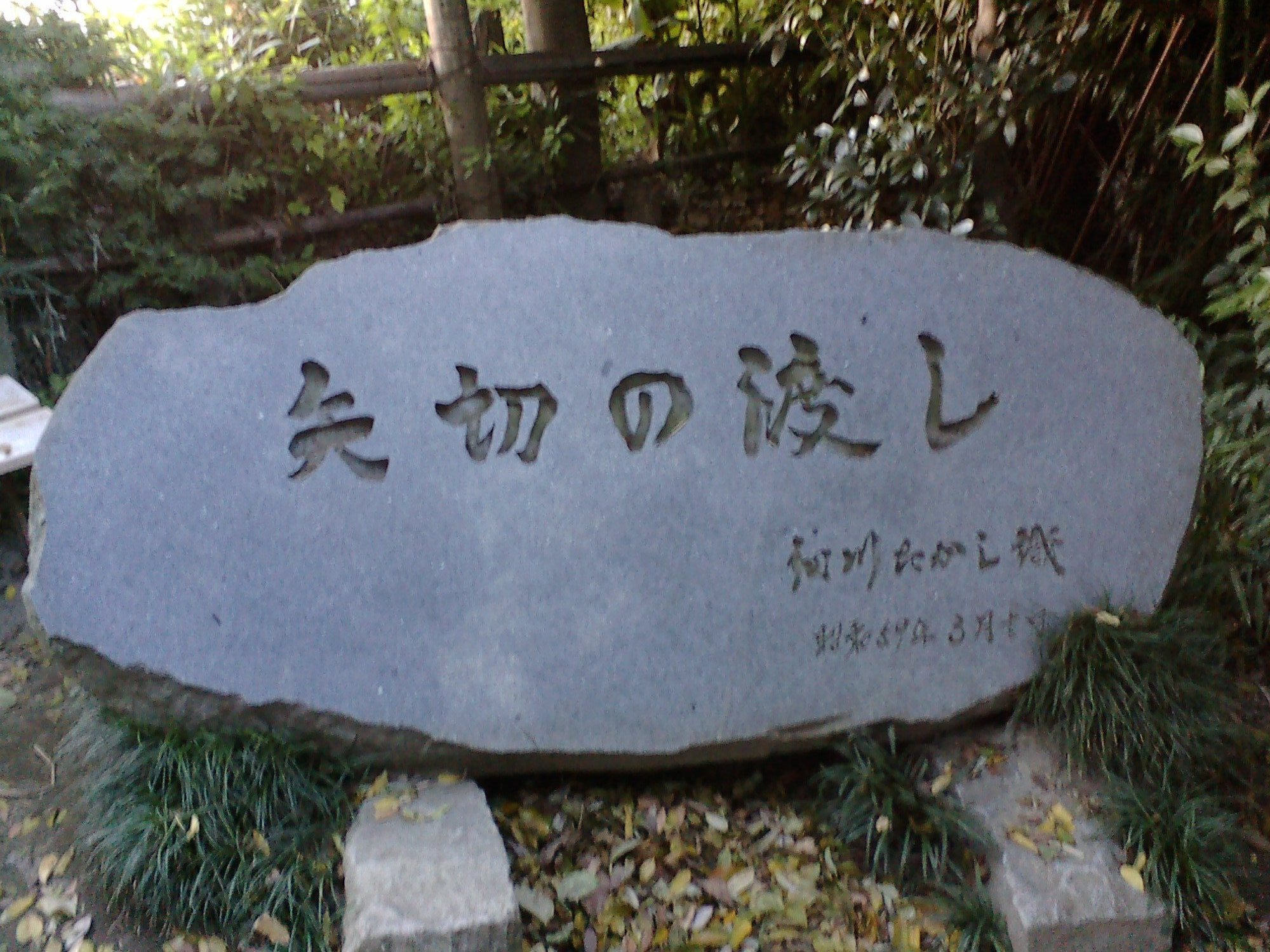
Památník písně Jagiri no wataši, vztyčený v roce 1984 v Macudo

V roce 1982 obdržel Takaši Hosokawa hlavní cenu 24. ročníku Japan Rerord Awards za píseň „Kita sakaba“ (北酒場, „Hospoda na severu“). Následující rok cenu obdržel znovu, tentokrát se svou interpretací písně „Jagiri no wataši“ (矢切の渡し), kterou původně nazpívala Naomi Čiaki. Do roku 1983 prodal Mihaši přes 100 milionů desek; byl prvním japonským hudebníkem, který tohoto milníku dosáhl.
11. června 1986 vydala Sanae Džónouči, členka idolové skupiny Onjanko Club, singl „Adžisai baši“ (あじさい橋, „Hortenziový most“) napsaný Jasušim Akimotem. Singl se umístil na 1. místě týdenního žebříčku singlů Oricon.[zdroj?] Singl „Jukiguni“ (雪國, „Země sněhu“) Ikuza Jošiho se v roce 1987 stal 300. singlem na 1. místě žebříčku Oricon.
Mezi nové zpěvačky enky v té době patřily Fujumi Sakamoto a Ajako Fudži. 10. prosince 1987 vydala Hibari Misora singl „Midaregami“ (みだれ髪, „Zacuchané vlasy“), který na týdenním žebříčku Oricon zaujal 9. místo. V roce 1989 vydala píseň „Kawa no nagare no jó ni“ (川の流れのように, „Jako proudění řeky“), kterou otextoval Jasuši Akimoto. Krátce po vydání této skladby Hibari Misora ve věku 52 let zemřela. V tomto období postupně přestal být užíván termín „kajókjoku“ a enka se začala prolínat s ostatními žánry.
V roce 1991 zemřel Hačiró Kasuga. Tradiční náměty enky se přestávaly těšit oblibě a její prodejnost klesla; zejména mladší generace začaly dávat přednost J-popu. Enka měla však nadále mnoho přívrženců a byla často přehrávána v televizních pořadech, restauracích, barech, karaoke barech a kavárnách. V roce 1993 v pořadu Kóhaku uta gassen poprvé vystoupila Jošimi Tendó, zpěvačka „světlé“ enky, jejíž tvorba byla v minulosti zastíněna populárnější „temnou“ enkou, kterou zpívala např. Keiko Fudži. Žánr pomáhaly udržet naživu nové zpěvačky a zpěváci vystupující v televizních pořadech, např. Tošimi Tagawa a Fujumi Sakamoto.[zdroj?] Tchajwanská zpěvačka Teresa Teng zpívala enku v japonštině od 70. let až do své předčasné smrti v roce 1995.[zdroj?]

### 2000: Hudební hybridita
V prvním desetiletí 21. století obliba enky mezi mladými Japonci opět vzrostla. V roce 2000 debutoval Kijoši Hikawa s úspěšným singlem „Hakone hačiri no Handžiró“ (箱根八里の半次郎) pod vydavatelstvím Nippon Columbia. Raná tvorba zpěvačky Júko Nakazawy, která byla tehdy členkou skupiny Morning Musume, je rovněž řazena mezi enku. V roce 2000 debutovala pod vydavatelstvím King Records J-popová zpěvačka Nana Mizuki, která zpěv enky studovala v dětství.
25. srpna 2004 debutovala pod vydavatelstvím Teichiku Records skupina Kandžani Eight agentury Johnny & Associates. Debutová píseň „Naniwa iroha buši“ (浪花いろは節, „Tradiční píseň z Naniwy“) byla založena na lidové písni „Kawači ondo“ (河内音頭, „Tradiční píseň z Kawači“) a obsahovala prvky rapu. Stala se velmi populární a na týdenním žebříčku singlů Oricon obsadila 8. místo, navzdory tomu, že byla k zakoupení pouze v regionu Kansai. 22. září 2004 byla píseň vydána celostátně a následně se umístila na 1. místě žebříčku. Stala se tak první písní žánru enka za posledních 17 let, která dosáhla na 1. místo (jejím předchůdcem byla píseň „Kita no tabibito“ (北の旅人, „Cestovatel ze severu“) od Júdžira Išihary z roku 1987).
9. února 2005 vydal Kijoši Hikawa singl „Hacukoi rešša“ (初恋列車, „Vlak první lásky“) který v žebříčku Oricon jakožto první z jeho singlů zaujal 1. místo. 21. července 2005 debutovala pod vydavatelstvím King Records Džunko Akimoto se svým singlem „Madison-gun no koi“ (マディソン郡の恋, „Láska z Madison County“) ve stylu kajókjoku 70. let.
19. dubna 2006 vydal 58letý Hiroši Icuki singl „Takasebune“ (高瀬舟, „Vor“), který se stal jeho nejprodávanějsím singlem od roku 1984, kdy vydal úspěšný singl „Nagaragawa enka“ (長良川艶歌, „Enka řeky Nagara“). Singl se první týden umístil na 9. pozici žebříčku Oricon.
30. prosince 2006 obdržel Kijoši Hikawa hlavní cenu 48. ročníku Japan Record Awards za píseň „Ikken“ (一剣, „Meč“). V roce 2007 skupina Kandžani Eight přešla k pop-rockové nahrávací společnosti Imperial Records. Ve stejném roce Akina Nakamori, populární zpěvačka 80. let, vzdala hold ence vydáním alba „Enka“.
23. ledna 2008 vydala Džunko Akimoto singl „Ai no mama de“ (愛のままで, „Zamilovaná“), s nímž jakožto dosud nejstarší ze sólových interpretů dosáhla 1. místa týdenního žebříčku Oricon. V témže roce vydal Kijoši Hikawa singly „Rjókjoku ičidai“ (浪曲一代, „Jedna rókjoku“) a „Tokimeki no rumba“ (ときめきのルンバ, „Tlukoucí rumba“), které se oba v týdenním žebříčku umístily na prvním místě. V roce 2009 vydala Fujumi Sakamoto píseň „Adžia no kaizoku“ (アジアの海賊, „Asijští piráti“), kterou složila Ajumi Nakamura a která zahrnovala prvky rocku.[nedostupný zdroj] Sakamoto zmínila: „Když ji zpívá Ajumi, je to rocková píseň, ale když ji zpívám já, je to enka.“[nedostupný zdroj]

### 10. léta 21. století
1. ledna 2010 vydal 73letý Saburó Kitadžima singl „Fúfu iššhó“ (夫婦一生, „Svatba na celý život“), který se umístil na 10. místě týdenního žebříčku Oricon, čímž se Kitadžima stal prvním sólovým interpetem starším 70 let, který se umístil mezi 10 nejlepšími. 19. března 2010 vystoupila Fujumi Sakamoto v televizním pořadu Nakai Masahiro no kinjóbi no sumatači e moderátora Masahira Nakaie a následně se její singl „Adžia no kaizoku / Mata kimi ni koišiteru“ (アジアの海賊／また君に恋してる, „Asijští piráti / Stále tě miluji“) umístil na 9. místě týdenního žebříčku Oricon. Stal se po 21 letech prvním z jejích singlů, který se umístil mezi 10 nejlepšími (předchozím byl v roce 1989 singl „Otoko no džówa“ (男の情話, „Příběh zamilovaného chlapce“)).

## Zahraniční popularita
Enka silně ovlivnila hudební produkci Tchaj-wanu, který byl v minulosti japonskou kolonií. První nejaponský zpěvák enky byl Ind Sarbjit Singh Chadha. Své album enky vydal v roce 1975 v Japonsku, kde se jej prodalo 150 000 kopií. Několik let po vydání alba se vrátil do Indie, v roce 2008 se opět přestěhoval do Japonska.
V roce 1984 vydal český zpěvák Josef Zíma píseň „Bílá vrána“, která je přetextovanou coververzí písně „Ue o muite arukó“ od Kjúa Sakamota.
V roce 2002 se první filipínskou zpěvačkou enky stala Yolanda Tasico. V Japonsku vydala např. singly „Šiawase ni naró“ (幸せになろう, „Buďme šťastní) a „Nagai Aida“ (長い間, „Dlouhá vzdálenost“).